# Святой Брокар
Брокар (ум. ок. 1231) — почитаемый деятель католицизма, один из основателей монашеского ордена Кармелитов (наряду с Бертольдом Калабрийским).

## Биография
Во время Крестовых походов на горе Кармель в Палестине образовалась община монахов-отшельников, лидером которой был Бертольд Калабрийский. Около 1195 года Бертольд скончался, и его преемником был избран Брокар (или Бурхардт, как его иногда называют), уроженец Франции.
Около 1207 года Брокар обратился к Альберту Авогадро, папскому легату в Святой Земле и латинскому патриарху Иерусалима, за помощью в разработке монастырского устава для монахов горы Кармель. В ответ Альберт составил для них устав. Этот документ был адресован представителю кармельских отшельников, обозначенному латинским инициалом «B» (предполагается, что речь идёт о Брокаре). По другим данным, Брокар сам написал устав ордена, а Альберт его только отредактировал и утвердил. Как бы там ни было, именно с момент создания монастырского устава обычно и отсчитывается история ордена Кармелитов.
Папа Римский Гонорий III, был, по всей видимости, недоволен тем, что Альберт Авогадро, не консультируясь с ним, самостоятельно утвердил новый монашеский устав. Святой Престол признал устав ордена только почти 20 лет спустя, в 1226 году, причём перемену своей позиции папа Гонорий объяснил бывшим ему видением Богородицы.
Затем этот документ, ставший известным, как устав святого Альберта, был несколько изменён и подтверждён папой Иннокентием IV в 1247 году, а сам монашеский орден кармелитов был окончательно утверждён папой Григорием X лишь в 1274 году.

## Легенды и почитание
Легенды, восходящие к кармелитской среде, гласят, что Брокар хорошо ладил с мусульманами региона и почитался ими. Однажды он был направлен с дипломатической миссией к враждебному крестоносцам султану Дамаска, а другой раз крестил в реке Иордан высокопоставленного вельможу египетского султана. Тем не менее, после ухода крестоносцев монастырь кармелитов на горе Кармель был разрушен мусульманами (сохранились руины), а архив монастыря сожжён, поэтому сегодня историки располагают весьма небольшим количеством информации о раннем периоде существования ордена. Сами кармелиты, однако, перебрались в Европу, и со временем распространились по всем католическим странам, а также и по некоторым другим (например, США).
Тем не менее ни Бертольд Калабрийский ни Брокар никогда не почитались так широко, как основатели других широко известных монашеских орденов — Бенедикт Нурсийский, Игнатий Лойола или Франциск Ассизский. На немногочисленных изображениях религиозного характера Брокар представлен в монашеской рясе, держащим в руках устав своего ордена.
Был ли Брокар формально вообще причислен к лику святых — неясно. Имя Брокара то утверждалось для католического общецерковного почитания, то изымалось из списков, в итоге сегодня его имя не всегда присутствует даже в литургическом календаре самих кармелитов.
Память святого Брокара совершается 2 сентября (по Григорианскому календарю).